# Andrzej Rzymkowski (saksofonista)
Andrzej Rzymkowski – polski saksofonista, polski muzyk klasyczny, kameralista, pedagog, profesor doktor habilitowany sztuki muzycznej, pracownik katedry instrumentów dętych, perkusji i akordeonu i kierownik katedry instrumentów dętych blaszanych Akademii muzycznej w Krakowie, założyciel Lubelskiego Laboratorium Muzycznego, założyciel i prezes Polskiego Stowarzyszenia Saksofonowego, honorowy członek Stowarzyszenia ARDESA (Arbeitsgemeinschaft Deutsche Saxophonisten e.V.). 
Prowadzi ożywioną działalność koncertową jako solista i kameralista w kraju i za granicą. Jako solista występował z orkiestrami Filharmonii: Narodowej, Krakowskiej, Kieleckiej, Lubelskiej, Szczecińskiej, Wałbrzyskiej oraz z Capellą Cracoviensis i Göttinger Symphonie Orchester (Niemcy).

## Życiorys
Andrzej Rzymkowski ukończył z wyróżnieniem Akademię Muzyczną w Krakowie w klasie saksofonu Lesława Lica (1982). Następnie kontynuował studia instrumentalne u Güntera Priesnera w Norymberdze. Uczestniczył w Światowych Kongresach Saksofonowych oraz międzynarodowych kursach mistrzowskich prowadzonych przez prof. Jean-Marie Londeix‘a, prof. Iwana Roth‘a oraz prof. Eda Bogaard‘a. W 2014 roku otrzymał tytuł profesora sztuki. 

## Publikacje
- Saksofon w wybranych utworach kompozytorów krakowskich początku XXI wieku. Integracja różnych tendencji stylistycznych i estetycznych. Problemy wykonawcze